# Hesperothamnus purpusii
Hesperothamnus purpusii là một loài thực vật có hoa trong họ Đậu. Loài này được (Harms) Harms mô tả khoa học đầu tiên.